# Jeff Tarango
Jeffry «Jeff» Gail Tarango (Manhattan Beach, California, 20 de noviembre de 1968) es un exjugador de tenis de los Estados Unidos que conquistó 2 títulos de sencillos y 14 en dobles. Es recordado por sus ataques de furia durante los partidos ante fallos que considerara en su contra. Durante un partido por la tercera ronda de Wimbledon en 1995, Tarango rehusó continuar jugando un partido tras enfurecerse por los fallos del umpire Bruno Rebeuh. Su esposa caminó hacia el umpire y le dio dos bofetadas en la cara. Tarango fue multado con 63.000 dólares por el incidente y se le prohibió la participación en los próximos dos Grand Slam y en el Wimbledon del año siguiente.

## Torneo de Wimbledon 1995
Un incidente ampliamente publicitado que implica a Tarango llegó en Wimbledon en 1995. Durante una tercera ronda partido en el que perdía contra Alexander Mronz, Tarango se enfureció con el árbitro Bruno Rebeuh, que había fallado en contra de Tarango varias veces. Durante el partido, cuando se prepara para servir, la multitud abucheaba y se burlaba de Tarango y él respondió "Cállense". Rebeuh dio inmediatamente una amonestación por violar el código de conducta a Tarango, porque Rebeuh alegó que fue una obscenidad audible. Tarango protestó por esto y le pidió al árbitro del torneo que expulsara a Rebeuh y la exigencia de Tarango fue denegada y se le indicó seguir jugando. Tarango acusó a Rebeuh de ser "uno de los oficiales más corruptos del juego" y Rebeuh dio a Tarango otra amonestación por violar el código de conducta, esta vez por abuso verbal. De esta forma, Tarango pierde el juego. Tarango se sintió ofendido,
empacó sus raquetas y salió fuera de la cancha. Para añadir a la controversia, luego su esposa abofeteó a Rebeuh dos veces en la cara. Tarango fue finalmente multado con 63.000 dólares por el incidente y se le prohibió la participación en los próximos dos Grand Slam y en el Wimbledon del año siguiente.
Irónicamente, Tarango fue también el beneficiario de una ausencia en el torneo de dobles de los hombres en el mismo campeonato. Él y su socio Henrik Holm se encontraban en dos sets contra el equipo de Jeremy Bates y Tim Henman cuando Henman rompió con furia una pelota que golpeó sin querer a una recogedora de bolas, dando lugar a su descalificación.

## Finales de Grand Slam

### Finalista Dobles (1)
| Año  | Torneo        | Pareja           | Oponentes en la final        | Resultado |
| 1999 | Roland Garros | Goran Ivanišević | Mahesh Bhupathi Leander Paes | 2-6 5-7   |

## Títulos (16; 2+14)

### Individuales (2)
| Leyenda                |
| Grand Slam (0)         |
| Tennis Masters Cup (0) |
| ATP Masters Series (0) |
| ATP Tour (2)           |

| N.º | Fecha                 | Torneo     | Superficie | Oponente en la final | Resultado   |
| --- | --------------------- | ---------- | ---------- | -------------------- | ----------- |
| 1.  | 5 de enero de 1992    | Wellington | Dura       | Alexander Volkov     | 6-1 6-0 6-3 |
| 2.  | 18 de octubre de 1992 | Tel Aviv   | Dura       | Stephane Simian      | 4-6 6-3 6-4 |

### Finalista en individuales (4)
- 1988: Livingston (pierde ante Andre Agassi)
- 1991: Seúl (pierde ante Patrick Baur)
- 1994: Burdeos (pierde ante Wayne Ferreira)
- 1999: Umag (pierde ante Magnus Norman)

### Dobles (14)
| Leyenda                |
| Grand Slam (0)         |
| Tennis Masters Cup (0) |
| ATP Masters Series (0) |
| ATP Tour (14)          |

| N.º | Fecha | Torneo           | Superficie    | Pareja           | Oponentes en la final             | Resultado           |
| --- | ----- | ---------------- | ------------- | ---------------- | --------------------------------- | ------------------- |
| 1.  | 1995  | Seúl             | Dura          | Sébastien Lareau | Joshua Eagle Andrew Florent       | 6-3, 6-2            |
| 2.  | 1995  | Washington D. C. | Dura          | Olivier Delaitre | Petr Korda Cyril Suk              | 4-6, 6-2, 6-2       |
| 3.  | 1995  | Bucarest         | Tierra batida | Mark Keil        | Cyril Suk Daniel Vacek            | 6-4, 7-6            |
| 4.  | 1996  | Bastad           | Tierra batida | David Ekerot     | Joshua Eagle Peter Nyborg         | 6-4, 3-6, 6-4       |
| 5.  | 1996  | Bucharest        | Tierra batida | David Ekerot     | David Adams Menno Oosting         | 7-6, 7-6            |
| 6.  | 1998  | Moscú            | Moqueta       | Jared Palmer     | Yevgeny Kafelnikov Daniel Vacek   | 6-4, 6-7, 6-2       |
| 7.  | 1999  | Auckland         | Dura          | Daniel Vacek     | Jiří Novák David Rikl             | 7-5, 7-5            |
| 8.  | 1999  | San Petersburgo  | Moqueta       | Daniel Vacek     | Menno Oosting Andrei Pavel        | 3-6, 6-3, 7-5       |
| 9.  | 1999  | Tokio            | Dura          | Daniel Vacek     | Wayne Black Brian MacPhie         | 6-7, 6-3, 7-6       |
| 10. | 1999  | Bastad           | Tierra batida | David Adams      | Nicklas Kulti Mikael Tillström    | 7-6(6), 6-4         |
| 11. | 1999  | Bournemouth      | Tierra batida | David Adams      | Michael Kohlmann Nicklas Kulti    | 6-3, 6-7(5), 7-6(5) |
| 12. | 1999  | Toulouse         | Dura          | Olivier Delaitre | David Adams John-Laffnie de Jager | 6-3, 7-6(2), 6-4    |
| 13. | 2000  | Brighton         | Dura          | Michael Hill     | Paul Goldstein Jim Thomas         | 6-3, 7-5            |
| 14. | 2001  | Casablanca       | Tierra batida | Michael Hill     | Pablo Albano David Macpherson     | 7-6(2), 6-3         |

### Finalista en dobles (torneos destacados)
- 1999: Roland Garros
- 2001: Masters de Stuttgart Indoor (junto a Ellis Ferreira pierden ante Todd Woodbridge y Sandon Stolle)